# مرکز عملیات امنیتی
مرکز عملیات امنیتی (انگلیسی: Security operations center) یک واحد متمرکز است که مسائل امنیتی را در سطح سازمانی و فنی پشتیبانی می‌نماید. این مراکز اغلب در یک ساختمان یا یک مکان با تسهیلات مرکزی است، که نظارت بر این سایت توسط گروهی از کارکنان و با استفاده از تکنولوژی پردازش داده‌های رایانه‌ای، انجام می‌شود. به‌طور معمول، مراکز عملیات امنیتی در حوزه تحت پوشش خود، بر تجهیزات نظارت تصویری، کنترل نور، آلارم‌ها و موانع ورود و خروج وسایل نقلیه، دسترسی دارند.